# Kenneth Langstreth Johnson
Kenneth Langstreth Johnson (Barrow-in-Furness, 19 de março de 1925 – 21 de setembro de 2015) foi um engenheiro britânico.
Recebeu a Medalha Real de 2003 e a Medalha Timoshenko de 2006.